# أدريان ويلكنسون
|التوقيع=
|الرمز=
}}
أدريان ويلكنسون (بالإنجليزية: Adrienne Wilkinson)‏ مواليد 1 سبتمبر 1977 في ممفيس، ميزوري، الولايات المتحدة، هي ممثلة أمريكية بدأت مسيرتها الفنية عام 1996.

## وصلات خارجية
- www.adriennewilkinson.com|الموقع الرسمي}}
- أدريان ويلكنسون على موقع IMDb (الإنجليزية)
- أدريان ويلكنسون على موقع ألو سيني (الفرنسية)
- أدريان ويلكنسون على موقع أول موفي (الإنجليزية)
- أدريان ويلكنسون على موقع قاعدة بيانات الفيلم (الإنجليزية)
- أدريان ويلكنسون على موقع كينوبويسك (الروسية)